# جون إم. كارول
جون إم. كارول هو محامي ومهندس ومهندس مدني وسياسي أمريكي، ولد في 27 أبريل 1823 في Springfield, New York ‏ في الولايات المتحدة، وتوفي في 8 مايو 1901 في جونستاون في الولايات المتحدة. نشط حزبياً في الحزب الديمقراطي. وقد انتخب عضو مجلس النواب الأمريكي ‏.